# Três Marias, Minas Gerais
Três Marias  este un oraș în Minas Gerais (MG), Brazilia.